# Рубинштейн, Антон Григорьевич

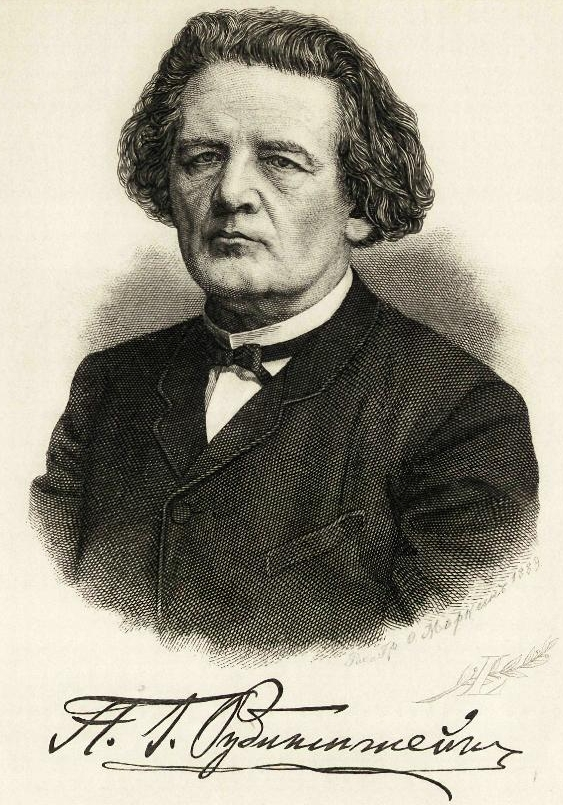
А. Г. Рубинштейн и его подпись (гравюра, 1889)

Анто́н Григо́рьевич Рубинште́йн (16 (28) ноября 1829, Выхватинец, Подольская губерния — 8 (20) ноября 1894, Петергоф) — русский композитор, пианист, дирижёр, музыкальный педагог; старший брат пианиста Николая Рубинштейна.
Как пианист Рубинштейн стоит в ряду величайших представителей фортепианного исполнительства всех времён. Он также является основоположником профессионального музыкального образования в России. Его усилиями была открыта в 1862 году в Петербурге первая русская консерватория. Среди его учеников ― Йозеф Гофман и Пётр Чайковский. Ряд созданных им произведений заняли почётное место среди классических образцов русского музыкального искусства.
Неиссякаемая энергия позволяла Рубинштейну успешно совмещать активную исполнительскую, композиторскую, педагогическую и музыкально-просветительскую деятельность.

## Биография
Антон Рубинштейн родился 16 (28) ноября 1829 года в селе Выхватинец Подольской губернии. Был третьим сыном в состоятельной еврейской семье. Отец — Григорий Романович (Герш Рувин-Бенционович) Рубинштейн (1807—1846), происходил из Бердичева; с молодости вместе с братьями Абрамом, Мунишем (Эммануилом) и единокровным братом Янкелем (Константином) занимался арендой земли в Бессарабской области и к моменту рождения второго сына Якова (1827 — 30 сентября 1863), в будущем врача, был купцом второй гильдии. Мать — Калерия Христофоровна Рубинштейн, урождённая Клара Лёвенштейн (или Левинштейн) (1807 — 15 сентября 1891, Одесса) — музыкант, происходила из прусской Силезии (Бреслау, впоследствии семья перебралась в Варшаву).

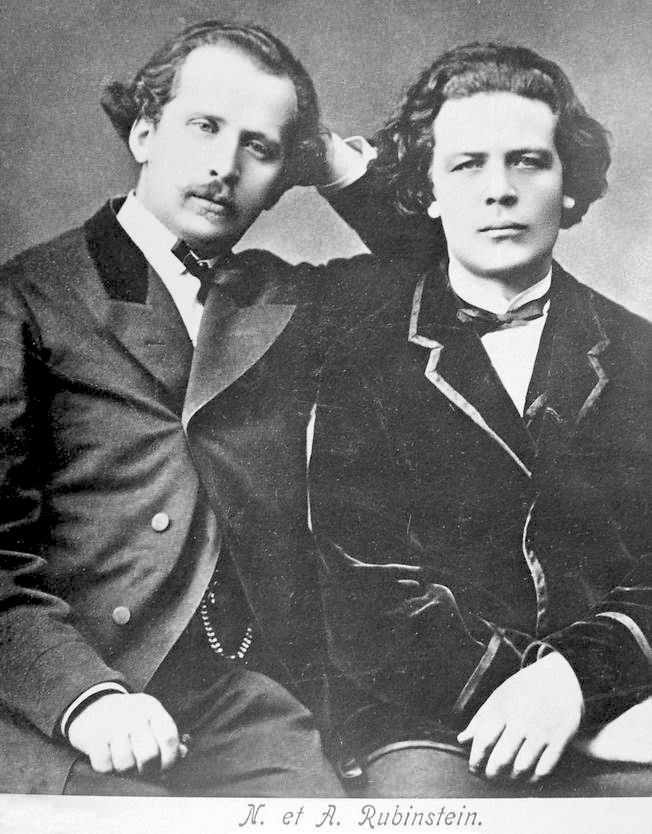
Братья Рубинштейны. Почтовая карточка (открытое письмо, 1910 год)

Младшая сестра А. Г. Рубинштейна — Любовь Григорьевна (1833—1903), преподаватель фортепиано музыкальных классов К. Ф. фон Лаглера — была замужем за одесским адвокатом, коллежским секретарём Яковом Исаевичем Вейнбергом, родным братом литераторов Петра Вейнберга и Павла Вейнберга (их дочь — детский писатель и педагог Надежда Яковлевна Шведова (1852—1892) — была замужем за физиком Ф. Н. Шведовым, ректором Новороссийского университета). Другая сестра, София Григорьевна Рубинштейн (1841 — январь 1919), стала камерной певицей и музыкальным педагогом.
25 июля 1831 года 35 членов семьи Рубинштейн, начиная с деда — купца 2-й гильдии Рувина-Бенциона Лейбовича Рубинштейна (1784—?) из Житомира, приняли православие в Свято-Николаевской церкви в Бердичеве. На семью перестали распространяться законы черты оседлости, и уже через год (по другим данным в 1834 году) Рубинштейны поселились в Москве, где отец открыл небольшую карандашно-булавочную фабрику. Около 1834 года отец приобрёл дом на Ордынке, в Толмачёвом переулке, где родился его младший сын Николай.
Первые уроки игры на фортепиано Рубинштейну дала мать, а в 1837 году, в возрасте семи лет, он стал учеником А. И. Виллуана, пользовавшегося в Москве репутацией лучшего музыкального педагога. Впервые Рубинштейн выступил на публике 11 июля 1839 года в зале театра в Петровском парке, а в 1840 году в сопровождении Виллуана отправился во Францию, где, по желанию матери, он должен был продолжить обучение в Парижской консерватории. Вместо этого получился концертный тур; в марте 1841 года он играл в Парижском зале Плейеля (фантазию С. Тальберга на русские темы и хроматический галоп Ф. Листа); познакомился с Фредериком Шопеном и Ференцем Листом; в июне-июле 1841 года выступил в Гааге и Амстердаме, 19 июля — в Кёльне, в январе-феврале 1842 года — в Вене, 16 марта — в Будапеште. Затем, летом 1842 года выступал в Англии, где был тепло принят королевой Викторией. На обратном пути Виллуан и Рубинштейн посетили с концертами Норвегию, Швецию, Германию и Австрию. В Бреславле, 7 января 1843 года, Рубинштейн исполнил свой этюд «Odine».
Проведя некоторое время в России, в 1844 году Рубинштейн вместе с матерью и младшим братом Николаем отправился в Берлин, где занимался фортепиано у Теодора Куллака и где начал заниматься теорией музыки под руководством Зигфрида Дена, у которого за несколько лет до того брал уроки Михаил Глинка. В Берлине же сформировались творческие контакты Рубинштейна с Феликсом Мендельсоном и Джакомо Мейербером.
В 1846 году умер его отец, и мать вместе с Николаем вернулись в Россию, а Антон переехал в Вену, где стал давать частные уроки. По возвращении в Россию зимой 1849 года, благодаря покровительству Великой княгини Елены Павловны, Рубинштейн смог обосноваться в Санкт-Петербурге и заняться творчеством: дирижированием и композицией. Он также нередко выступал как пианист при дворе, имея большой успех у членов императорской семьи и лично у императора Николая I. В Петербурге Рубинштейн знакомится с композиторами М. И. Глинкой и А. С. Даргомыжским, виолончелистами М. Ю. Виельгорским и К. Б. Шубертом и другими крупнейшими русскими музыкантами того времени. В 1850 году Рубинштейн дебютировал в качестве дирижёра, в 1852 году появилась его первая крупная опера «Дмитрий Донской»; затем он написал три одноактных оперы на сюжеты народностей России: «Месть» («Хаджи-Абрек»), «Сибирские охотники», «Фомка-дурачок». К этому же времени относятся его первые проекты по организации в Петербурге музыкальной академии, которым, однако, не суждено было воплотиться в жизнь.
В 1854 году Рубинштейн вновь отправился за границу. В Веймаре он встретился с Ференцем Листом, который помог ему поставить оперу «Сибирские охотники»; 14 декабря 1854 года состоялся сольный концерт Рубинштейна в лейпцигском зале Гевандхаус, прошедший с шумным успехом и положивший начало длительному концертному туру: впоследствии пианист выступил в Берлине, Вене, Мюнхене, Лейпциге, Гамбурге, Ницце, Париже, Лондоне, Будапеште, Праге и многих других европейских городах. В мае 1855 года в одном из венских музыкальных журналов была опубликована статья Рубинштейна «Русские композиторы», неодобрительно принятая русской музыкальной общественностью.

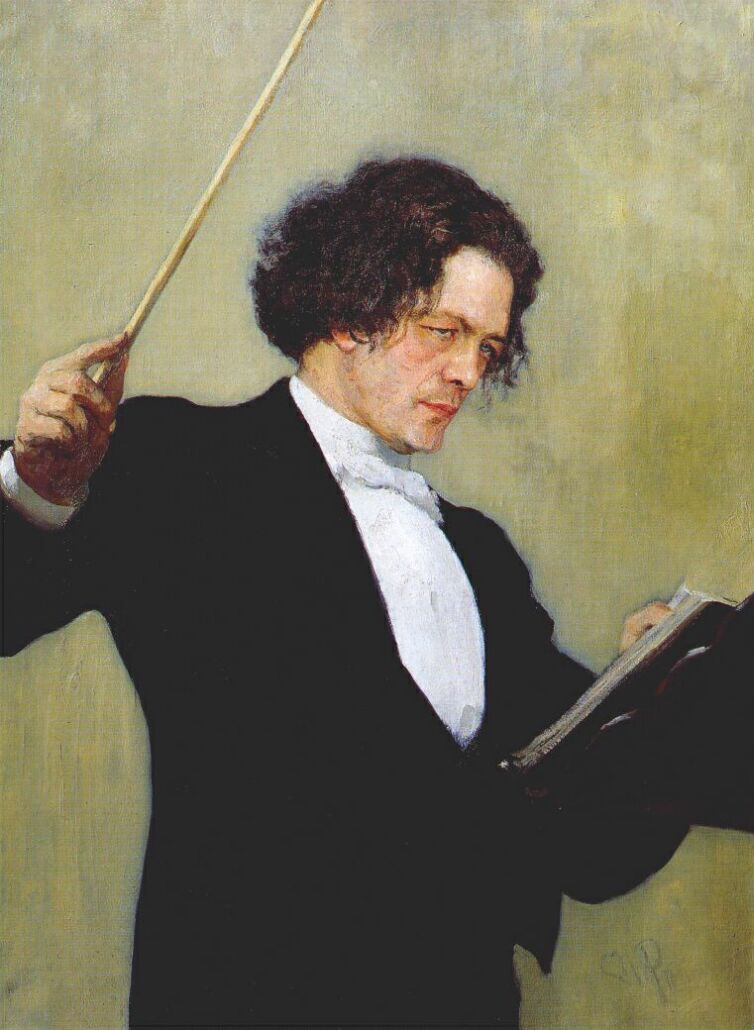
Портрет Рубинштейна работы Ильи Репина (1887)

Летом 1858 года Рубинштейн вернулся в Россию, где при финансовой поддержке Елены Павловны в 1859 году добился учреждения Русского музыкального общества, в концертах которого сам стал выступать как дирижёр (первый симфонический концерт под его управлением прошёл 23 сентября 1859 года). Он также продолжал активно выступать за границей, принял участие в фестивале, посвящённом памяти Г. Ф. Генделя. На следующий год при Обществе были открыты музыкальные классы, в 1862 году преобразованные в первую российскую консерваторию; Рубинштейн стал первым её директором, дирижёром оркестра и хора, профессором по классам инструментовки (среди его учеников ― П. И. Чайковский) и фортепиано (в числе учившихся: Л. Гомилиус, Л. Кашперова, Г. Кросс). Вне стен консерватории длительное время давал уроки Иосифу Гофману.
Неиссякаемая энергия позволяла Рубинштейну успешно совмещать эту работу с активной исполнительской, композиторской и музыкально-просветительской деятельностью. Ежегодно выезжая за границу, он знакомится с Иваном Тургеневым, Полиной Виардо, Гектором Берлиозом, Кларой Шуман, Нильсом Гаде и другими деятелями искусства.
Деятельность Рубинштейна не всегда находила понимание: многие русские музыканты, среди которых были члены «Могучей кучки» во главе с М. А. Балакиревым и А. Н. Серов, опасались излишнего «академизма» консерватории и не считали её роль важной в формировании русской музыкальной школы. Против Рубинштейна были настроены и придворные круги, конфликт с которыми вынудил его в 1867 покинуть пост директора консерватории. Рубинштейн продолжает концертировать (в том числе с собственными сочинениями), пользуясь огромным успехом, а на рубеже 1860-х ― 70-х годов сближается с «кучкистами». 1871 год отмечен появлением крупнейшего сочинения Рубинштейна ― оперы «Демон», которая была запрещена цензурой и впервые поставлена только четыре года спустя.
В сезоне 1871—1872 гг. Рубинштейн руководил концертами Общества друзей музыки в Вене, где дирижировал, среди прочих сочинений, ораторией Листа «Христос» в присутствии автора (примечательно, что партию органа исполнял Антон Брукнер).
В 1872—1873 гг. состоялись триумфальные гастроли Рубинштейна в США вместе со скрипачом Генриком Венявским. Рубинштейн стал первым крупным музыкантом из России, гастролировавшим в США. Успеху его концертов во многом способствовала особая популярность всего русского, вызванная состоявшимся годом раньше визитом в США великого князя Алексея Александровича (этот визит был основной темой публикаций американской прессы на протяжении многих месяцев). Спонсором девятимесячных гастролей Рубинштейна по множеству американских городов в 21 штате и 3 канадским городам был фабрикант всемирно известных концертных роялей Уильям Стейнвей (англ. Steinway, William). В ходе этих гастролей в США был впервые исполнен рубинштейновский цикл «Исторические концерты».
Полученный Рубинштейном гонорар (60 тыс. долларов) позволил ему по возвращении на родину отказаться от концертной деятельности и полностью посвятить себя сочинительству. Позже он отмечал: «Заработок в Америке положил основание моему материальному обеспечению. До тex пор его не было; только после Америки я поспешил приобрести недвижимость — собственность — дачу в Петергофе». Его жена, Вера Александровна, выбрала участок с постройками в Большой Слободе Старого Петергофа, где находились также дачи принца Ольденбургского, княгини Оболенской, графа Игнатьева, барона Фенейвена и других известных государственных деятелей и влиятельных лиц аристократического общества. Земельный участок с постройками — на углу Знаменской улицы (ныне — улица Красных железнодорожников) и Ораниенбаумского спуска — было куплено у Б. А. Перовского, к которому имение перешло от скончавшейся в 1872 году Марии Алексеевны Крыжановской, вдовы коменданта Петропавловской крепости, урождённой Перовской.
Вернувшись в 1874 году в Россию, Рубинштейн поселился в Петергофе, занявшись композицией и дирижированием. К этому периоду творчества композитора принадлежат Четвёртая и Пятая симфонии, оперы «Маккавеи» и «Купец Калашников» (последняя через несколько дней после премьеры запрещена цензурой). В сезоне 1882—1883 гг. он вновь встал за пульт симфонических концертов Русского музыкального общества, а в 1887 снова возглавил Консерваторию. В 1885—1886 он дал серию «Исторических концертов» в Петербурге, Москве, Вене, Берлине, Лондоне, Париже, Лейпциге, Дрездене и Брюсселе, исполнив практически весь существовавший сольный репертуар для фортепиано от Куперена до современных ему русских композиторов.

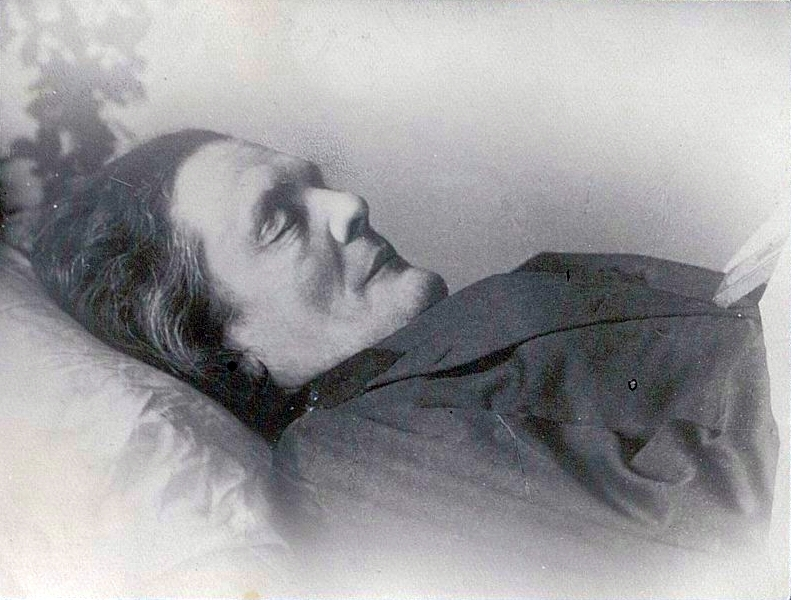
Рубинштейн А.Г. на смертном одре.

Рубинштейн умер 20 ноября 1894 года в Петергофе и был похоронен на Никольском кладбище Александро-Невской лавры, позже перезахоронен в Некрополе мастеров искусств.

## Благотворительная деятельность
Как пишет критик А. В. Оссовский, «денежная щедрость Рубинштейна замечательна; по приблизительному расчёту, им было пожертвовано около 300 000 рублей на разные добрые дела, не считая безвозмездного участия в концертах в пользу всяких учащихся, которым А. Г. всегда покровительствовал, и не принимая во внимание тех раздач, которых никто не видел и не считал».

## Творчество Рубинштейна как пианиста
Антон Рубинштейн был уникальным самобытным пианистом, покорившим сердца многих своих современников. Его игру отличала большая мощь и необычайное умение создавать яркий художественный образ произведения. При этом созданию яркого целостного образа не мешали даже технические неточности, которые, по его собственному признанию, Рубинштейн во множестве допускал, — «полконцерта под рояль», как он иногда говорил про свою игру.
Бельгийский композитор Анри Вьётан признавался: «Его власть над роялем — это нечто невообразимое; он переносит вас в другой мир; все механическое в инструменте забыто. Я всё ещё нахожусь под влиянием всеобъемлющей гармонии, сверкающих пассажей и грома сонаты Бетховена op.57 [Appassionata], которую Рубинштейн исполнил для нас с невообразимым мастерством».

На вопрос поклонников, почему он, став мировой знаменитостью, продолжает упорно репетировать, маэстро обычно отвечал: «Это просто необходимо. Если я не буду упражняться хотя бы один день, это замечаю я сам, два дня – заметят музыканты, три – вся публика». 
"Чего только не сможет сделать человек, если захочет...он должен суметь невозможное сделать возможным! Я выбираю это своим девизом.
Так отозвался о его творчестве С. В. Рахманинов:

Рубинштейн был чудом в смысле техники, и всё же он признавался, что делал промахи. Возможно, они и были, но при этом он воссоздавал такие идеи и музыкальные картины, которые смогли бы возместить миллион ошибок. Когда Рубинштейн был чересчур точен, его исполнение теряло какую-то долю своего восхитительного обаяния. Я помню, как однажды на одном из концертов он играл «Исламея» Балакирева. Что-то отвлекло его внимание и, очевидно, он совершенно забыл сочинение, но продолжал импровизировать в манере балакиревской пьесы. Минуты через четыре он вспомнил остальную часть и доиграл до конца. Это очень раздосадовало его, и следующий номер программы он играл с предельной точностью, но, как ни странно, его исполнение потеряло чудесное очарование момента, в котором подвела его память. Рубинштейн был воистину несравненен, может быть даже и потому, что был полон человеческих порывов, а его исполнение — далёким от совершенства машины.

## Звания
- Член Шведской королевской музыкальной академии (1870)

## Память
- Именем Рубинштейна названа улица В Алма-Ате, Казахстан.
- Именем Рубинштейна назван Высший музыкальный колледж в Тирасполе.
- Именем Рубинштейна названа бывшая Троицкая улица в Санкт-Петербурге, где в доме № 38 композитор жил с 1887 по 1891 годы. На доме установлена мемориальная доска.
- В музее села Выхватинцы Рыбницкого района Приднестровской Молдавской Республики есть уголок памяти Рубинштейна.
- В Петергофе, городе последних дней композитора, его именем названы улица и музыкальная школа.

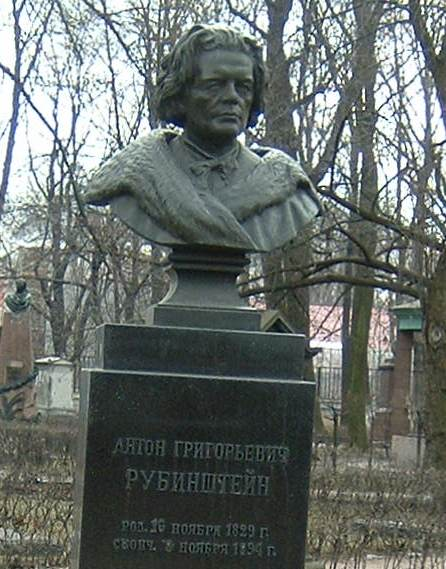
Бюст Рубинштейна на его могиле
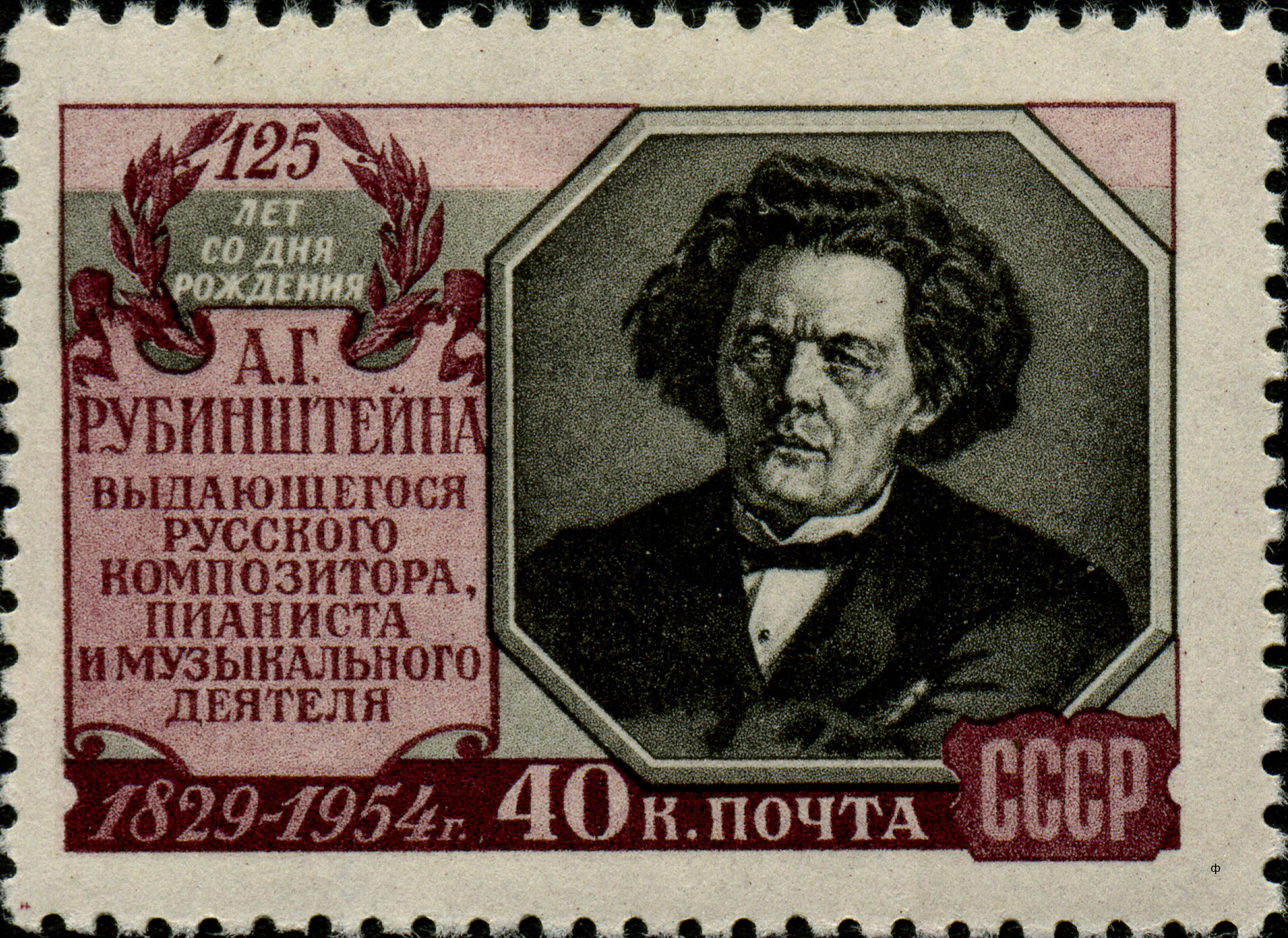
Почтовая марка СССР, 1954 год
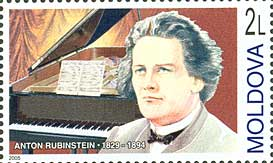
Рубинштейн на почтовой марке Молдовы, 2005 год

- В Петергофе на Санкт-Петербургском проспекте, рядом со знаменитым парком, установлен бюст Рубинштейна.
- Антон Григорьевич Рубинштейн упоминается как один из главных персонажей рассказа «Тапёр» Александра Куприна.
- В короткометражном фильме «Фонограф», снятом в 2016 году, Рубинштейн (его роль исполнил Сергей Галанин) показан среди музыкантов, поучаствовавших в сеансе звукозаписи, состоявшемся в январе 1890 года.
- В 2023 году в Приднестровье учреждена государственная медаль «За заслуги в культуре и искусстве имени Рубинштейна» двух степеней.[27]
- В 2024 году Ксенией Светаковой и Благотворительным фондом «Свет» был основан Центр наследия Антона Рубинштейна.[28]

## Семья
Жена (с 30 июня 1865 года) — Вера Александровна Рубинштейн (княжна Чикуанова, 1841—17/30.9.1909), дочь Александра Семёновича Чикуанова (князь Чикуани, ?—1883) из грузинского княжеского рода Чиковани и Анны Фёдоровны Чикуановой (в девичестве Крюковской, ?—1889), начальницы Керченского и Одесского женских институтов. Их дети: 
- Яков (11.08.1866[35]—1902).
- Анна (1869—1915).
- Александр (1872—10.09.1893[36]), воспитанник Александровского лицея в Петербурге, умер от порока сердца и бронхита в Каденаббии (Грианте), на озере Комо. Там же и похоронен.

## Адреса в Санкт-Петербурге
- 1886 год — бельэтаж — Троицкая улица, 27;
- 1887—1891 — доходный дом П. В. Симонова — Троицкая улица, 38.

## Сочинения
Среди произведений Рубинштейна 5 духовных опер (ораторий):
- «Потерянный рай»
- «Вавилонское столпотворение»
- «Моисей»
- «Христос» (до 2011 года считалась безвозвратно утраченной[37])
- одна библейская сцена в 5 картинах — «Суламифь»,

13 опер:
- «Дмитрий Донской» (1849; по трагедии В. А. Озерова, поставлена в 1852 — Большой театр, Санкт-Петербург).
- «Демон» (1875).
- «Купец Калашников» (1880).
- «Нерон» (1877).
- «Попугай».
- «Сибирские охотники, или Сороковой медведь» (на немецком языке).
- «Фераморс» (1862).
- «Хаджи-Абрек».
- «Фомка-дурачок».
- «Дети степей».
- «Маккавеи» (1874, либретто С. Мозенталя, премьера — 17 апреля 1875 года, Берлинская опера).
- «Среди разбойников», комическая опера
- «Горюша» (1889).

Балет «Виноградная лоза», шесть симфоний (наиболее известна Вторая с программным названием «Океан»), пять концертов для фортепиано, концерты для виолончели, скрипки с оркестром, более 100 романсов, а также сонаты, трио, квартеты и другая камерная музыка.
Среди литературных произведений: 
- Музыка и её представители. Разговор о музыке (нем. Die Musik und ihre Meister. Eine Unterredung; англ. Music and Its Masters) (1892)
- Дневниковые записи под общим названием «Короб мыслей», которые впервые увидели свет лишь через десять лет после кончины автора.